# Эстатула (Флорида)
Эстатула (англ. Astatula) — муниципалитет, расположенный в округе Лейк (штат Флорида, США) с населением в 1298 человек по статистическим данным переписи 2000 года.

## География
По данным Бюро переписи населения США муниципалитет Эстатула имеет общую площадь в 5,7 квадратных километров, водных ресурсов в черте населённого пункта не имеется.
Муниципалитет Эстатула расположен на высоте 29 м над уровнем моря.

## Демография

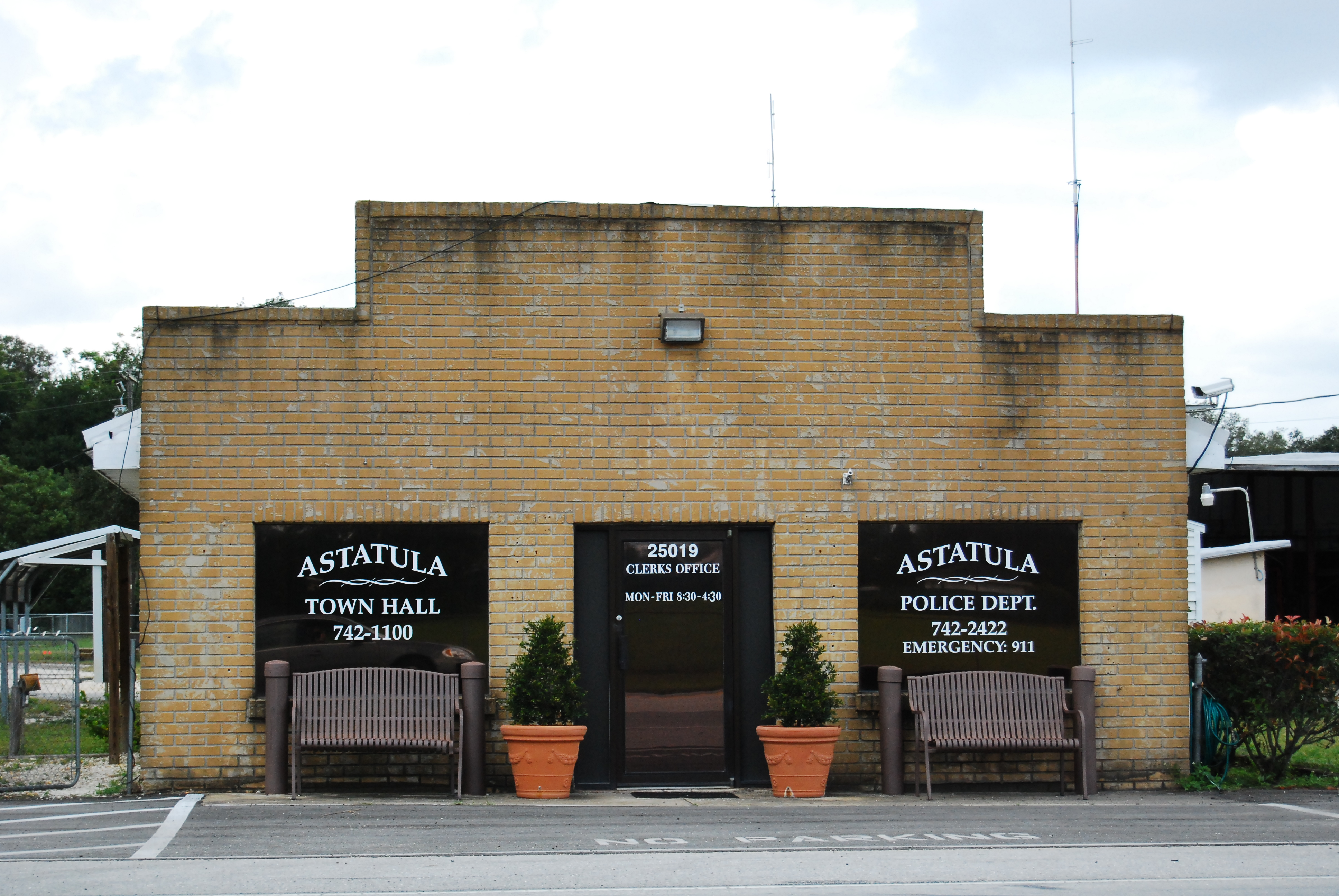
Здание администрации муниципалитета Эстатула

По данным переписи населения 2000 года в Эстатулe проживало 1298 человек, 359 семей, насчитывалось 482 домашних хозяйств и 546 жилых домов. Средняя плотность населения составляла около человек на один квадратный километр. Расовый состав населённого пункта распределился следующим образом: 84,36 % белых, 1,23 % — чёрных или афроамериканцев, 0,54 % — коренных американцев, 0,31 % — азиатов, 3,08 % — представителей смешанных рас, 10,48 % — других народностей. Испаноговорящие составили 19,41 % от всех жителей
Из 482 домашних хозяйств в 33,2 % воспитывали детей в возрасте до 18 лет, 60,0 % представляли собой совместно проживающие супружеские пары, в 9,3 % семей женщины проживали без мужей, 25,5 % не имели семей. 19,5 % от общего числа семей на момент переписи жили самостоятельно, при этом 9,5 % составили одинокие пожилые люди в возрасте 65 лет и старше. Средний размер домашнего хозяйства составил 2,69 человек, а средний размер семьи — 3,09 человек.
Население муниципалитета по возрастному диапазону по данным переписи 2000 года распределилось следующим образом: 26,0 % — жители младше 18 лет, 6,3 % — между 18 и 24 годами, 29,4 % — от 25 до 44 лет, 23,4 % — от 45 до 64 лет и 14,9 % — в возрасте 65 лет и старше. Средний возраст жителей составил 38 лет. На каждые 100 женщин в Эстатулe приходилось 92,9 мужчин, при этом на каждые сто женщин 18 лет и старше приходилось 95,5 мужчин также старше 18 лет.
Средний доход на одно домашнее хозяйство составил 31 625 долларов США, а средний доход на одну семью — 33 393 доллара. При этом мужчины имели средний доход в 26 602 доллара США в год против 20 313 долларов среднегодового дохода у женщин. Доход на душу населения составил 31 625 долларов в год. 6,8 % от всего числа семей в населённом пункте и 8,0 % от всей численности населения находилось на момент переписи населения за чертой бедности, при этом 9,6 % из них были моложе 18 лет и 4,9 % — в возрасте 65 лет и старше.